# Straalemesteren
|  | Denne artikel er oprettet af botten PalnaBot ud fra en ekstern database. Den kan derfor have sproglige fejl eller mangler. Denne skabelon kan fjernes efter kontrol af indholdet. |

Straalemesteren er en kortfilm instrueret af Lau Lauritzen Sr. efter manuskript af A.V. Olsen.